# 安特衛普港

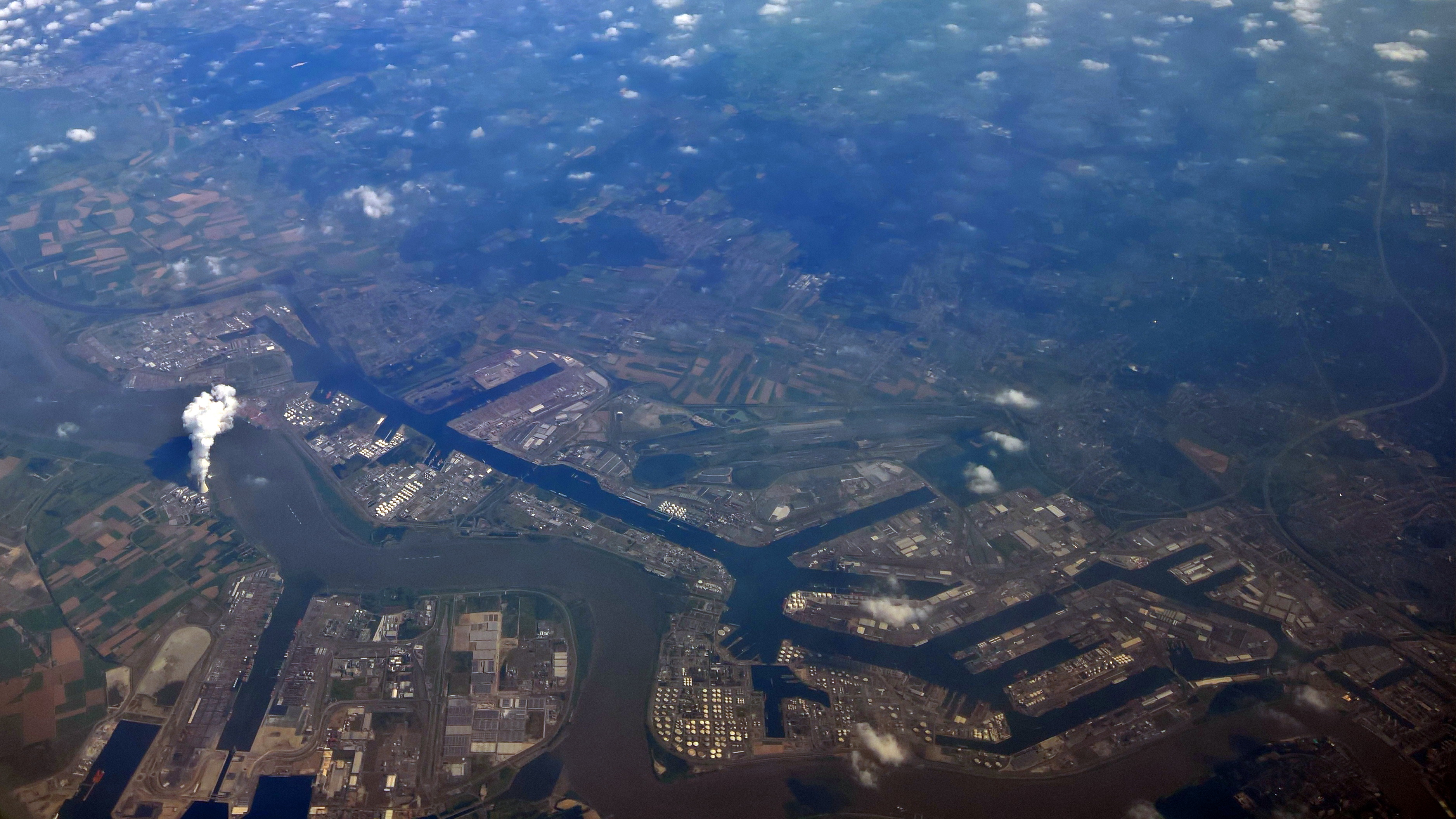
飛機上拍攝的安特衛普港

安特衛普港為位於比利时法兰德斯的港口，屬蓝香蕉經濟帶，能夠處理好望角型船舶，每年的国际海运吞吐量近2亿吨，為歐洲第二大港口，僅次於鹿特丹港。世界排名則居第11至第20間(AAPA)。
安特衛普港於2012年處理海上運輸船舶14,220船次(1.908億噸貨物，其中53.6%為貨櫃)，內水駁船57,044船次(1.232億噸貨物)
安特卫普港是欧洲一个重要的枢纽港：有300多个定期航线服务可抵达800多个目的地。安特卫普港也是最靠近欧洲巨大的生产和消费中心的港口。 较之邻近港口，安特卫普最深处内陆，从而能处理数百万吨货物。